# ハルビン文藝放送
ハルビン文藝放送（ハルビンぶんげいほうそう）は、ハルビン広播電視台の放送である。1995年1月26日に放送開始。全日24小時放送。

## 周波数
| ハルビン市 | 南崗区 | 98.4MHz  |
| ハルビン市 | 木蘭県 | 101.2MHz |
| ハルビン市 | 巴彦県 | 97.8MHz  |